# Luísa Dias Diogo
Luísa Dias Diogo (Magoé, 11 april 1958) was de eerste vrouwelijke premier van Mozambique. Ze bekleedde deze functie van februari 2004 tot januari 2010. Ze volgde Pascoal Mocumbi op, die negen jaar premier van het land was. Voordat ze premier werd, was ze de minister van planning en financiën. Diogo vertegenwoordigt de partij FRELIMO, die al sinds de onafhankelijkheid van 1975 aan de macht is in Mozambique.

## Jeugd en opleiding
Luísa Dias Diogo werd in 1958 geboren als derde kind in een gezin van in totaal acht kinderen. Haar vader was verpleger en haar moeder zorgde voor het huis en het gezin. Diogo volgde basisonderwijs in Tete totdat ze 14 jaar oud was. Daarna ging ze naar de middelbare school in de hoofdstad Maputo. Ze studeerde boekhouding, bedrijfsmanagement en economie aan de Eduardo Mondlane-universiteit in Maputo. Vanaf 1983 studeerde ze financiële economie aan de Universiteit van Londen, waar ze in 1992 haar masterdiploma behaalde.

## Carrière
Luísa Diogo begon tijdens haar studie in 1980 met werken bij het ministerie van financiën in Mozambique. In 1986 werd ze hoofd van haar afdeling en tot 1993 was ze directeur van de nationale begroting. Na het behalen van haar masterdiploma in 1992, werkte ze twee jaar bij de Wereldbank om de economische situatie in Mozambique te verbeteren. Op verzoek van president Joaquim Chissano werkte ze vanaf 1994 opnieuw bij het ministerie van financiën. Na de verkiezingen in 1999 werd ze minister van financiën en vanaf 2004 was ze premier.
In 2003 werd Diogo lid van een commissie van de Verenigde Naties, opgericht door Kofi Annan voor de ontwikkeling van kleine en middelgrote bedrijven in arme landen. Diogo werd co-voorzitter van een panel gericht op het functioneren van de Verenigde Naties op het gebied van ontwikkeling, noodhulp en het milieu. Ze was ook lid van de Commission on Effective Development Cooperation with Africa, opgericht door de Deense premier Anders Fogh Rasmussen.
Tijdens haar ambtstermijn als premier zette Diogo zich in om reproductieve en seksuele gezondheidszorg gratis toegankelijk te maken in Afrika. Doel was om kindersterfte en de verspreiding van aids te reduceren en om gendergelijkheid te bevorderen. Op 5 mei 2007 lanceerde Diogo het Network of Women Ministers and Parliamentarians (MUNIPA) om de positie van vrouwen in Mozambique te verbeteren en gendergelijkheid te stimuleren.